# Ticker-tapeparade

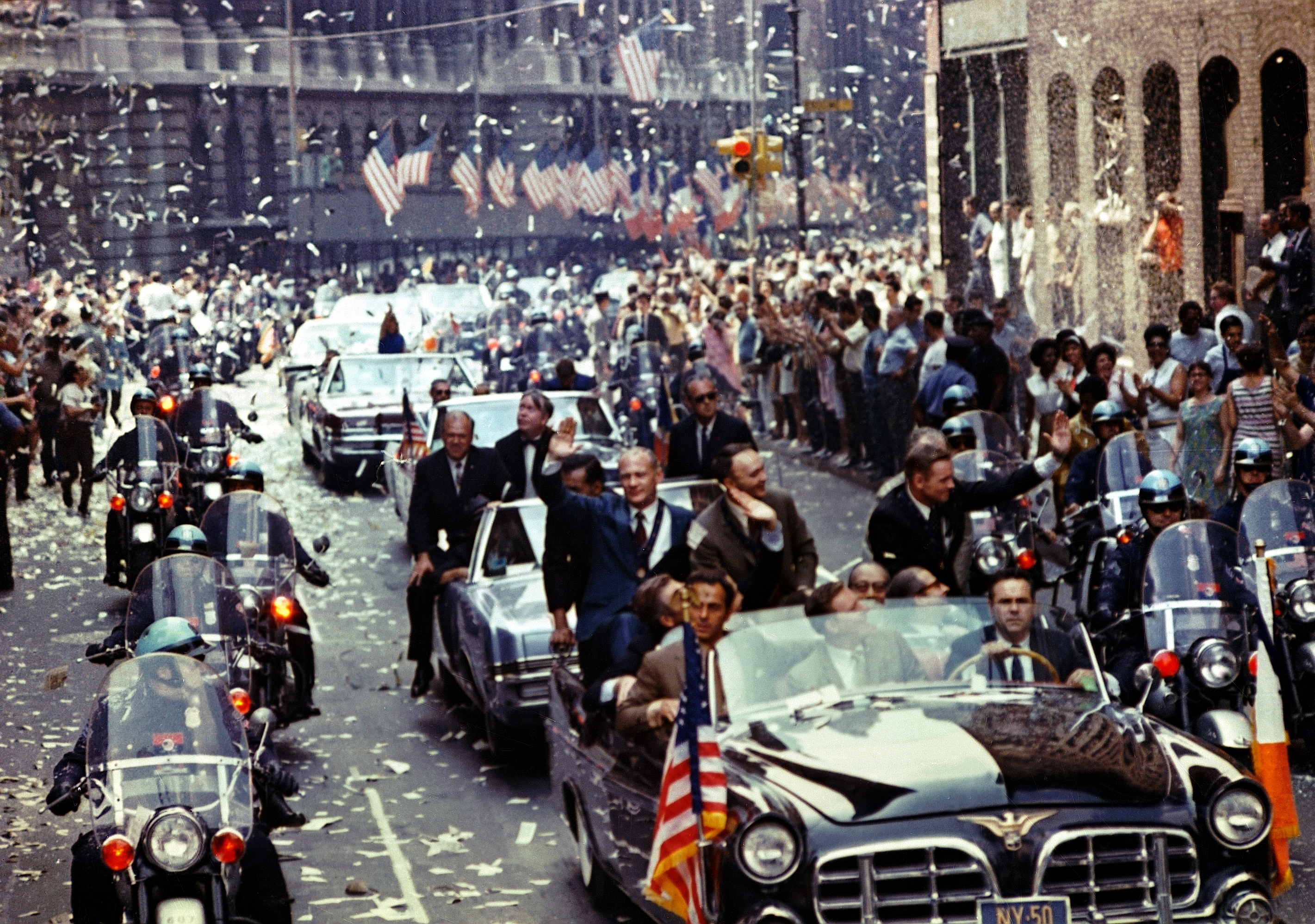
De astronauten van de Apollo 11 bedolven onder ticker-tape

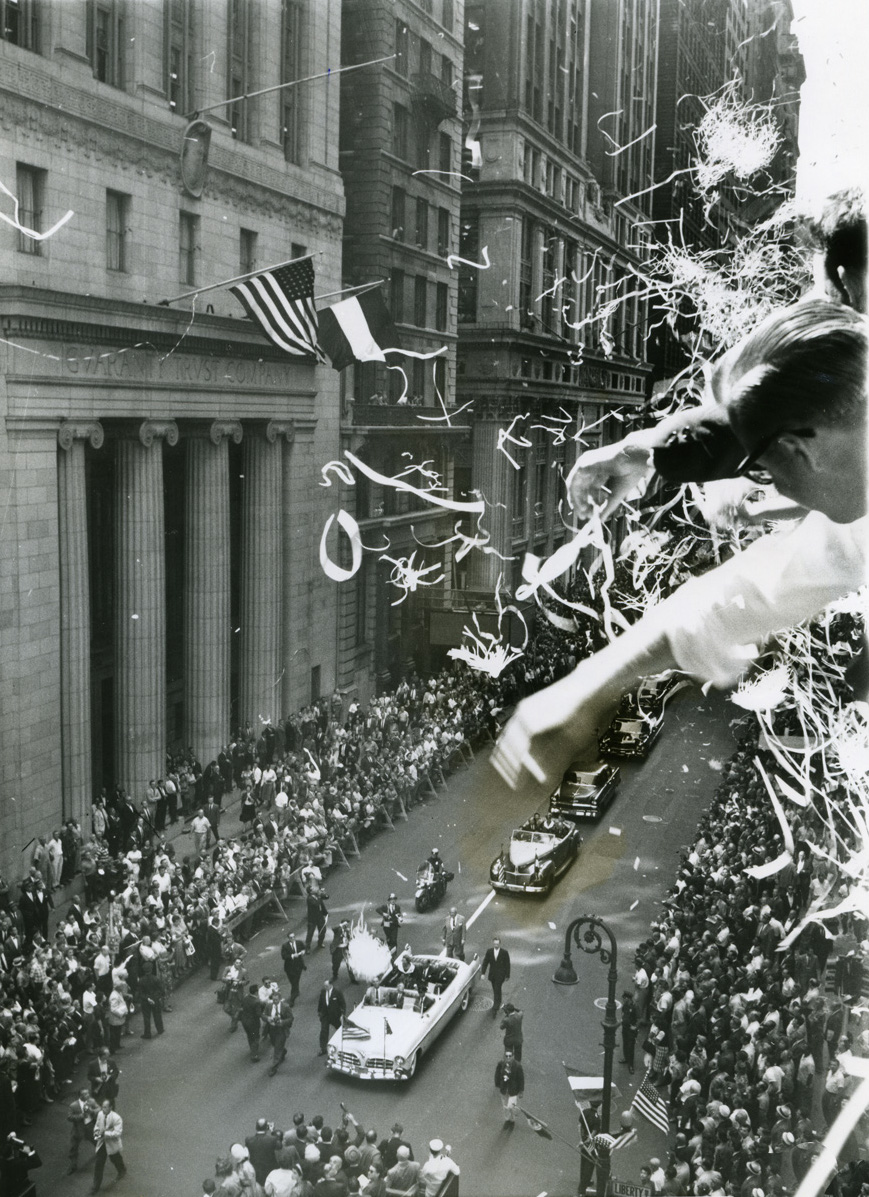
Prinses Beatrix werd in 1959 tijdens een bezoek aan New York gehuldigd met een parade

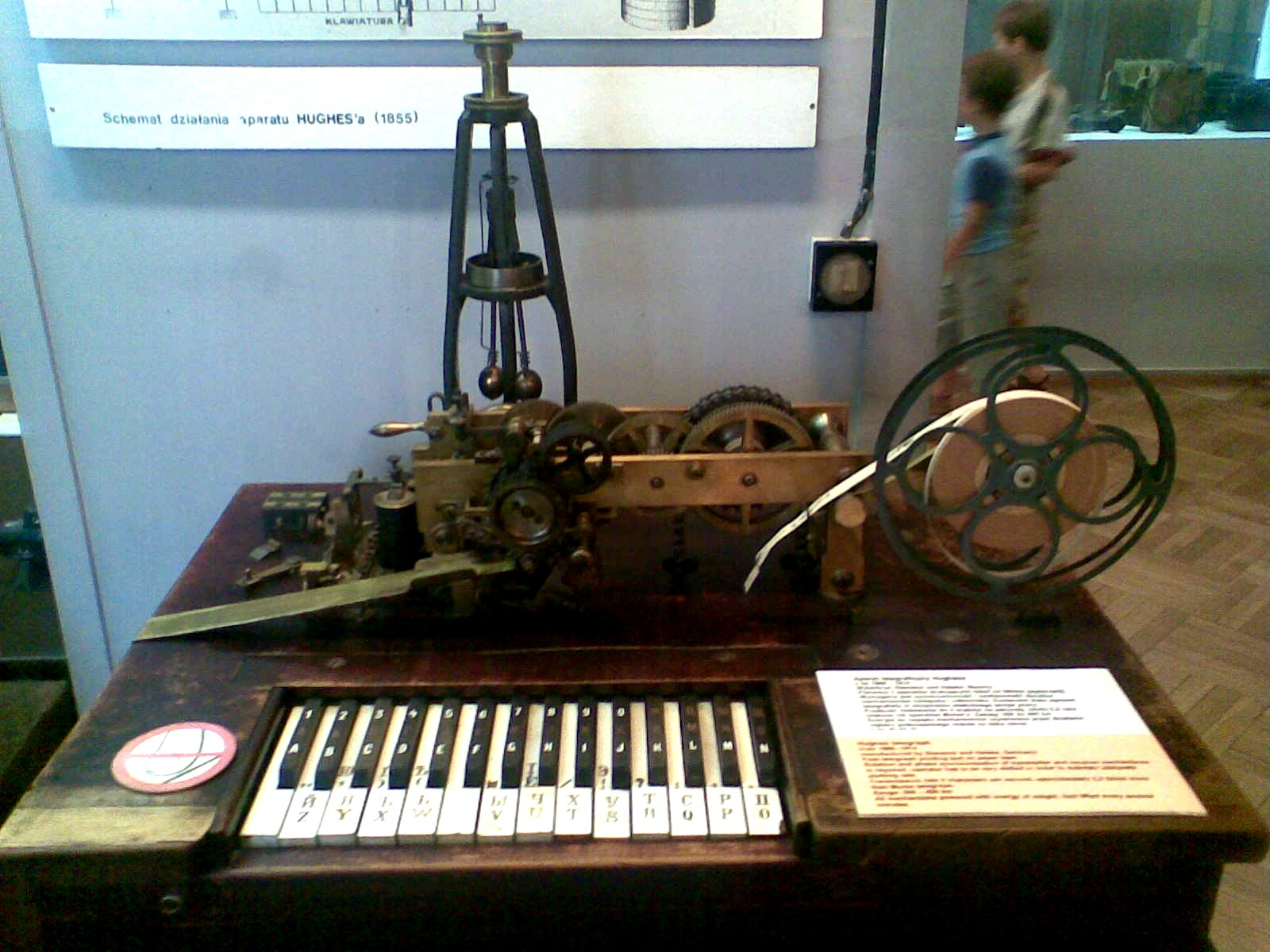
De telegraaf van Hughes bedrukt een papierstrook

De ticker-tapeparade is een Amerikaanse, oorspronkelijk New Yorkse vorm van huldeblijk waarbij degenen die gehuldigd worden, in een parade door de straten worden gereden, terwijl vanuit de hoogbouw papieren snippers naar beneden worden gegooid. 
Ticker-tape is een smalle ponsband die door een telegraaf bedrukt wordt, wat een tikkend geluid maakt.  Er werden vanouds, tot 1960, grote hoeveelheden papier verbruikt. Na gebruik was dat afval, en dus bijzonder geschikt voor de parades. Tegenwoordig wordt ook ander papier gebruikt, zoals confetti, en het komt zelfs voor dat het papier van overheidswege wordt verstrekt.
De eerste parade vond spontaan plaats in 1886, bij de onthulling van het Vrijheidsbeeld. Daarna werd de ticker-tapeparade vaak door het New Yorkse stadsbestuur zelf georganiseerd om gedenkwaardige gebeurtenissen feestelijk te markeren. Zo kreeg de Amerikaanse president Theodore Roosevelt een parade aangeboden, toen hij veilig was teruggekeerd van een Afrikaanse safari, maar ook Gertrude Ederle, de eerste vrouw die Het Kanaal overzwom, Charles Lindbergh de eerste die een trans-Atlantische solovlucht maakte, Hugo Eckener, die als eerste met een zeppelin rond de wereld vloog, Jesse Owens, die op de Olympische Spelen van 1936 vier gouden medailles behaalde, Winston Churchill (na de Tweede Wereldoorlog), Van Cliburn na het winnen van het Internationaal Tsjaikovski-concours, de astronauten van de Apollo 11, die op de Maan waren geland, paus Johannes Paulus II en Nelson Mandela vielen de eer te beurt.
In 1919 werden de Belgische koning Albert I en zijn vrouw koningin Elisabeth onthaald met een ticker-tapeparade. De Nederlandse koningin Juliana en prins Bernhard overkwam hetzelfde tijdens hun staatsbezoek aan de Verenigde Staten in 1952, in 1959 gevolgd door Prinses Beatrix.